# Daniela Gaxiola
Luz Daniela Gaxiola González (Culiacán, 25 de novembro de 1992) é uma ciclista de pista mexicana.
Competiu em três edições de Jogos Pan-Americanos, onde conquistou quatro medalhas, e nos Jogos Olímpicos de Verão de 2020, em Tóquio.